# Argía (hija de Adrasto)
En la mitología griega Argía o Argea (en griego: Ἀργεία, Argeía) era una de las dos hijas de Adrasto, siendo su hermana menor Deípile. Su madre era Anfítea, hija de Prónax, que era hermano de Adrasto.  Cuando Polinices y Tideo se encontraban en la corte argiva de Adrasto se dispusieron a pelear entre sí. Adrasto, recordando que un adivino le había aconsejado unir a sus hijas con un jabalí y un león, los eligió como yernos, pues Polinices se había presentado cubierto con una piel de león y Tideo con la de un jabalí. Tideo casó con Deípile y Polinices con Argía.  Hijo de Polinices y Argía fue Tersandro, uno de los Epígonos. Hesíodo dice que cuando Edipo murió en Tebas, Argía, la hija de Adrasto, vino con otros al duelo de Edipo.  Se dice que la hermana de Polinices, Antígona, y su esposa Argía tomaron en medio de la noche, a escondidas, el cuerpo de Polinices para poder enterrarlo. Habiendo sido sorprendidas por los centinelas, Argía huyó, pero Antígona fue llevada ante el rey Creonte.  También se mencionan otros dos hijos de Polinices, llamados Adrasto y Timeas,  quienes estuvieron presentes en la conquista de Tebas, pero no se indica que su madre fuera explícitamente Argía.
Fuera de la mitología clásica Argía aparece descrita en De mulieribus claris de Boccaccio y también en la Divina comedia de Dante.